# Sternula nereis

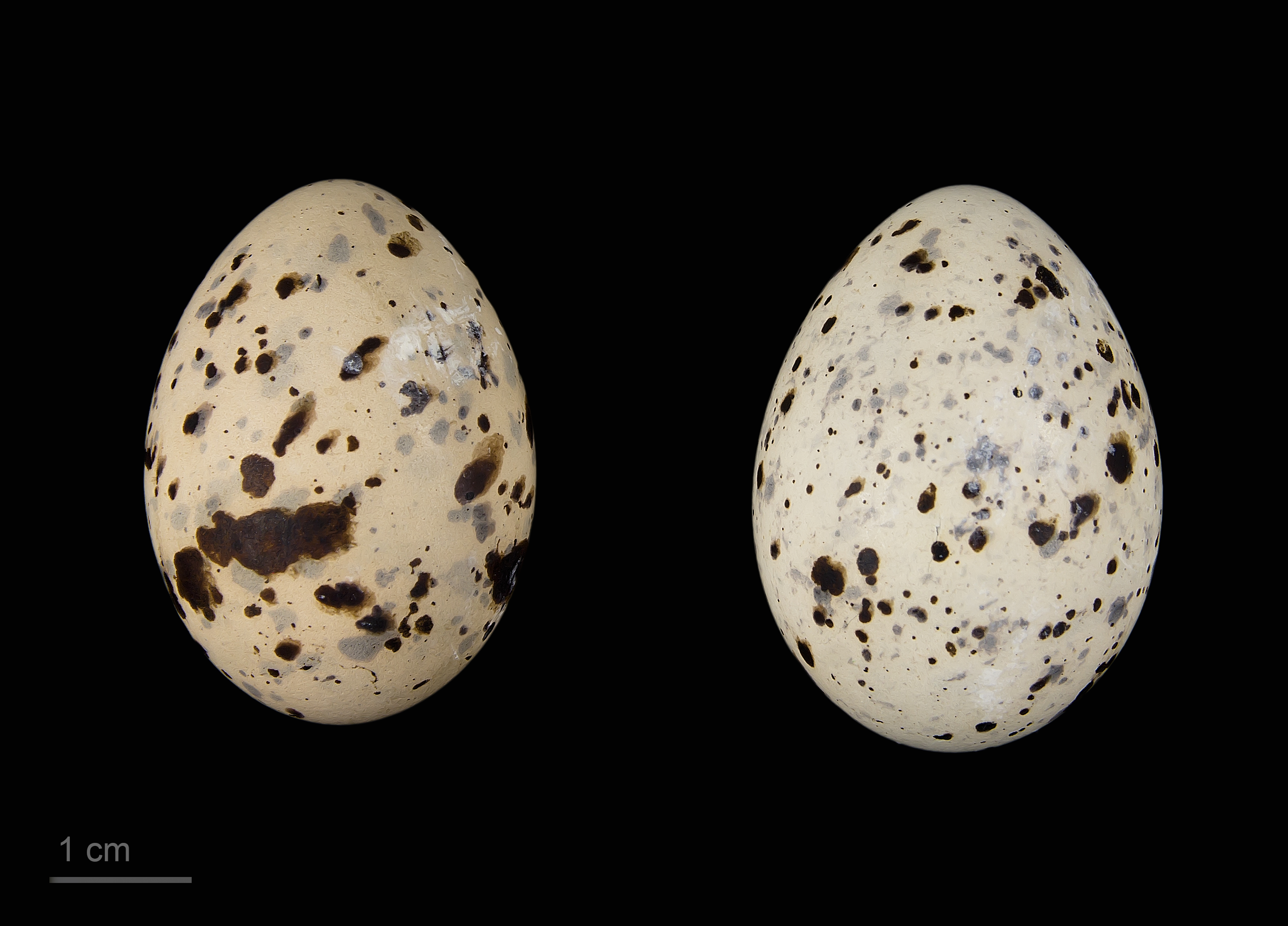
Sternula nereis

La sterna delle fate o fraticello australiano (Sternula nereis, Gould, 1843) è un uccello della famiglia Laridae (sottofamiglia Sterninae).

## Tassonomia
Sternula nereis ha tre sottospecie:
- Sternula nereis exsul
- Sternula nereis davisae
- Sternula nereis nereis

## Distribuzione e habitat
La sottospecie S. n. nereis è la più diffusa e la si trova nell'Australia meridionale (Victoria, Australia Meridionale e Tasmania) e occidentale (Australia Occidentale), e sembra stia espandendo il suo areale anche al Nuovo Galles del Sud e alla regione rurale dello Gippsland. S. n. davisae vive invece in Nuova Zelanda, mentre S. n. exsul vive in Nuova Caledonia.